# Charles Jean Bernard
Charles Jean Bernard est un botaniste et précurseur de la conservation de la nature, né le 5 décembre 1876 et mort en juillet 1967.

## Biographie

### Formation
En 1903, Charles Jean Bernard obtient son doctorat ès-sciences physiques et naturelles de l’Université de Genève, après avoir été assistant de la chaire de botanique entre 1895 et 1902.
Parallèlement il s'investit dans l'Union suisse des étudiants, dont il devient président en 1900, et dans le Congrès international des étudiants.

### Carrière professionnelle scientifique
En 1904, il prend le poste de conservateur à l’Herbier de Leyde, aux Pays-Bas.
Il devient ensuite chef des laboratoires botaniques du jardin de Buitenzorg (actuellement Bogor, Indonésie) entre 1905 et 1907. Jusqu’en 1937, il est Directeur de la station expérimentale pour le thé, à Bogor toujours, station dont la compétence s'étend également aux autres cultures tropicales, telles le caoutchouc, le quinquina, et le café.
À partir de 1928, il prend la responsabilité des départements de l’agriculture, du commerce et de l’industrie des Indes orientales néerlandaises. Il part à la retraite en 1933. 
À compter de 1934, il préside la Section des études tropicales à la Commission internationale des industries agricoles. Puis, il est Professeur d’agriculture tropicale à l'Institut tropical et de santé publique suisse de Bâle.

### Engagements et carrière institutionnelle internationale
En 1934, Charles Jean Bernard est représentant du gouvernement des Pays-Bas, pour les réfugiés des Indes néerlandaises, en Suisse. De 1940 à 1945, il préside la Commission des Suisses à l’étranger. Il est par ailleurs représentant de la Croix-Rouge néerlandaise auprès du Comité central de la Croix-Rouge à Genève, en 1945.
De 1935 à 1955, il est membre du comité puis président de la Ligue suisse pour la protection de la nature. 
Il est aussi Président de la Chambre de commerce néerlandaise de Genève de 1939 à 1945.
Charles Jean Bernard est le premier président de l'Union internationale pour la conservation de la nature à partir de 1948 et jusqu'en 1954. C'est également le premier président de la Commission internationale pour la protection des Alpes à partir du 5 mai 1952.

## Distinctions
- Grand-croix de la Légion d'honneur
- Grand-croix de l'ordre de l'Étoile noire